# Euphorbia kischenensis
Euphorbia kischenensis es una especie fanerógama perteneciente a la familia de las euforbiáceas.

## Descripción
Se encuentra en una variedad de hábitats de matorral enano desde las desérticas llanuras costeras a los semi-bosques caducifolios de montaña en las zonas de alta precipitación en las montañas Haggeher. A una altitud del nivel del mar de 1.100 m Euphorbia kischenensis es más fácil de distinguir de otras Euphorbias postradas por los lóbulos de su ciatio fuertemente dentado, que, aunque pequeños, por lo general, son muy evidentes. Sin embargo, dentro de E. kishenensis hay una gran variación en el grado de pilosidad, tipo de cabello, y en el hábito. Por lo general es una planta perenne de las montañas con forma de riñón (cuyas hojas discoloras se parecen a Euphorbia leptoclada y Euphorbia hajhirensis) mientras que algunos ejemplares son aparentemente anuales, los cuales tienen hojas más pequeñas y concoloras, y provienen de las zonas secas. Algunas plantas de las montañas se acercan E. leptoclada pero sus hojas son discoloras, sus puberulentos tallos y sus apéndices ciatiales fuertemente y claramente dentados de forma aguda. Sin embargo, debido al número de productos intermedios ha sido imposible de reconocer formalmente incluso las formas más extremas. El tratamiento de esta especie es muy provisional y  la investigación debe aclarar su relación con E. leptoclada y posiblemente conducirá al reconocimiento formal de más taxones. 

## Distribución
Es endémica la isla de Socotra. Su natural hábitat son los bosques tropicales o subtropicales  secos.  Está amenazado por la pérdida de hábitat.

## Taxonomía
Euphorbia kischenensis fue descrita por Friedrich Vierhapper y publicado en Denkschriften der Kaiserlichen Akademie der Wissenschaften. Mathematisch-naturwissenschaftliche Klasse 71: 379. 1907.
Etimología
Euphorbia: nombre genérico que deriva del médico griego del rey Juba II de Mauritania (52 a 50 a. C. - 23), Euphorbus, en su honor – o en alusión a su gran vientre –  ya que usaba médicamente Euphorbia resinifera. En 1753 Carlos Linneo asignó el nombre a todo el género.
kischenensis: epíteto